# Nyiredy család
A nagyajtai Nyiredy család Háromszék vármegyei, erdővidéki katonacsalád akik feltehetően a 18. század legelején telepedtek be Nagyajtára.

## Eredete, története
A család pontos eredete máig nem tisztázott. Az egyik feltételezés, hogy a 18. század legelején származtak be Nagyajtára, feltehetően a Zala vármegyei Nyirád községből. Ez a község lehetett a család névadója (Nyirád > Nyirádi > Nyiredy). A család Nagyajtára történő beszármazását látszik alátámasztani az a tény is, hogy az Erdélyi Unitárius Egyház (a család ugyanis unitárius) 1765 előtti lélekszám-összeírásában még nem szerepelnek. Az 1765-ben azonban már két Nyiredi családot említenek a dokumentumok Nagyajtán, 5-5 lélekszámmal.
Nagyajtán élő Nyiredy nevű személyre először 1730-ból van adat, amikor is Nyiredi „Prémszövő” János és felesége Vajna Kata az ottani református egyházzal bizonyos földek birtoklásáért szerződést kötött. A szerződésen a történetíró Cserei Mihály (1667–1756) saját kezű feljegyzése látható (eredetije az erdélyi unitárius egyház levéltárában lelhető fel). Valószínűleg ez a Nyiredi, más néven Prémszövő János lehetett az első, aki Nagyajtára költözött, talán felesége, Vajna Kata birtokára.
1764-ben Bukow generális Mária Terézia rendeletére Erdélyben is megszervezte a határőrvidéket. A Székely Határőrvidék tagjai lettek a Nyirediek is. A család férfi tagjai is határőrként teljesítettek szolgálatot, beosztásuk apáról fiúra szállt egészen 1851-ig, a határőrvidék megszüntetéséig.
1791-ben építették fel Nagyajtán a Nyiredy-kúriát amely egészen az 1920-as évekig állt.
Házasságok révén a Nyiredy család rokonságban áll az erdélyi Mikó és Arlow családokkal.

## A család kiemelkedő tagjai

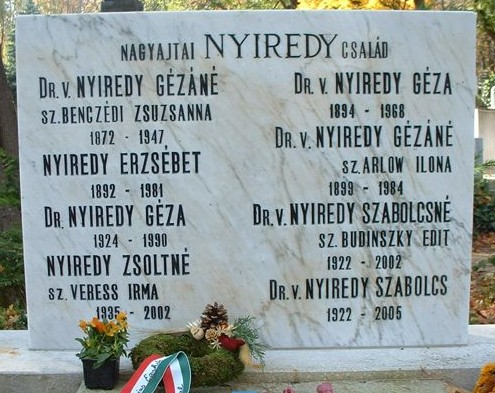
A nagyajtai Nyiredy család sírja a budapesti Farkasréti temetőben

- Nyiredy József (18. sz.) a család első tagja, aki gyaloghatárőrként szolgált, „család jólétének megalapozója”, a családi kúria építtetője.
- Nyiredy Áron a Kossuth-huszárok főhadnagya, aki 1849. június 20-án, a Tömösi-szoros védelmekor esett el.
- Nyiredy János (1817–1886) jószágigazgató Nagyteremiben gróf Bethlen Miklós birtokán. 1848-49-ben nemzetőr, majd a szabadságharc bukása után visszavonult Nagyajtára, mivel a szabadságharcban történt részvétele miatt közhivatalt úgysem viselhetett. 1861-ben Miklósvárszék hites táblabírájává választották, de a Schmerling-rendszer következtében 1862 januárjában az összes magyarországi (kb. 3000) tisztviselővel együtt lemondott, és nagyajtai birtokára vonult gazdálkodni. Szabadidejében ügyvédi gyakorlatot folytatott, az unitárius egyház jegyzője, majd tiszteletbeli községi jegyző volt.
- Nyiredy Géza (1861–1914) kémikus, bölcseleti doktor, főgimnáziumi tanár
- Nyiredy Jenő (1865–1932) gyógyszerész, egyetemi oktató
- Nyiredy Géza (1894–1968) miniszteri tanácsos
- Nyiredy István (1904–1988) állatorvos, bakteriológus, Országos Állategészségügyi Intézet bakteriológiai osztályának vezetője
- Nyiredy Szabolcs (1922–2005) egyesületi elnök; unitárius egyházi főgondnok; vegyészmérnök
- Nyiredy Géza (1924–1990) orvos, a János Kórház tüdőgyógyász főorvosa
- Nyiredy László (1929–1992) mérnök, közgazdász, vállalati vezérigazgató, kereskedelmi főtanácsos
- Nyiredy Maurus (1937–) bencés szerzetes, teológiai doktor, tihanyi alperjel
- Nyiredy Szabolcs (1950–2006) növénykémikus, farmakológus, egyetemi tanár
- Nyiredy Judit (1954–) kötött- és hurkoltanyag tervező, textilművész